# العلاقات الروسية الزيمبابوية
العلاقات الروسية الزيمبابوية هي العلاقات الثنائية التي تجمع بين روسيا وزيمبابوي.

## مقارنة بين البلدين
هذه مقارنة عامة ومرجعية للدولتين:
| وجه المقارنة                                              | روسيا                                   | زيمبابوي |
| --------------------------------------------------------- | --------------------------------------- | --- |
| المساحة (كم2)                                             | 17.08 مليون                             | 390.76 ألف |
| عدد السكان (نسمة)                                         | 146.80 مليون                            | 16.53 مليون |
| الكثافة السكانية (ن./كم²)                                 | 8.59                                    | 42.3 |
| العاصمة                                                   | موسكو                                   | هراري |
| اللغة الرسمية                                             | اللغة الروسية                           | لغة إنجليزية، اللغة الشونا، النديبيلية الشمالية ‏، لغة الشيشيوا، Barwe ‏، Kalanga language ‏، Tshwa language ‏، النداو ‏، اللغة التسونجا، لغة الإشارة الزيمبابوية ‏، اللغة السوتية، تونغا ‏، اللغة التسوانية، اللغة الفيندية، اللغة الكوسية |
| العملة                                                    | روبل روسي                               | دولار أمريكي |
| الناتج المحلي الإجمالي (بليون دولار)                      | 1.58 تريليون                            | 17.85 مليار |
| الناتج المحلي الإجمالي (تعادل القوة الشرائية) بليون دولار | 3.69 تريليون                            | 27.88 مليار |
| الناتج المحلي الإجمالي الاسمي للفرد دولار أمريكي          | 9.09 ألف                                | 924 |
| الناتج المحلي الإجمالي للفرد دولار أمريكي                 |                                         | 1.79 ألف |
| مؤشر التنمية البشرية                                      | 0.798                                   | 0.509 |
| رمز المكالمات الدولي                                      | +7                                      | +263 |
| رمز الإنترنت                                              | .ru، .рф، .рус ‏، .su                    | .zw |
| المنطقة الزمنية                                           | Magadan Time ‏، ت ع م+02:00، ت ع م+12:00 | ت ع م+02:00 |

## منظمات دولية مشتركة
يشترك البلدان في عضوية مجموعة من المنظمات الدولية، منها:
| علم المنظمة | اسم المنظمة                        | تاريخ انضمام روسيا | تاريخ انضمام زيمبابوي |
| ----------- | ---------------------------------- | ------------------ | --------------------- |
|             | مؤسسة التنمية الدولية              | 16 يونيو 1992      | 29 سبتمبر 1980        |
|             | يونسكو                             | 21 أبريل 1954      | 22 سبتمبر 1980        |
|             | مؤسسة التمويل الدولية              | 12 أبريل 1993      | 29 سبتمبر 1980        |
|             | منظمة حظر الأسلحة الكيميائية       | ?                  | ?                     |
|             | الأمم المتحدة                      | 24 أكتوبر 1945     | 25 أغسطس 1980         |
|             | الاتحاد الدولي للاتصالات           | 1866               | 10 فبراير 1981        |
|             | منظمة الشرطة الجنائية الدولية      | 27 سبتمبر 1990     | ?                     |
|             | البنك الدولي للإنشاء والتعمير      | 16 يونيو 1992      | 29 سبتمبر 1980        |
|             | الاتحاد البريدي العالمي            | ?                  | ?                     |
|             | وكالة ضمان الاستثمار متعدد الأطراف | 29 ديسمبر 1992     | 10 أبريل 1992         |
|             | منظمة التجارة العالمية             | 22 أغسطس 2012      | ?                     |
|             | الفريق المعني برصد الأرض           | ?                  | ?                     |

## وصلات خارجية
- موقع وزارة الخارجية الروسية
- موقع وزارة الخارجية الزيمبابوية